# 권혁빈
권혁빈(權赫彬, 1974년 1월 1일 ~ )은 대한민국의 기업인이다. 2002년 스마일게이트를 창업하였으며, 현재는 스마일게이트 그룹 비전제시 최고책임자(CVO)이자 재단법인 스마일게이트 희망스튜디오 이사장이다.

## 사회공헌 활동
청년 창업가들에 대한 지원 활동과 사회공헌활동에 대해 각별한 애정과 관심을 가지고 실천하는 것으로 알려져있다. 본인 스스로가 대표적인 국내 자수성가형 창업자로, 서강대 학부 시절 ‘삼성 소프트웨어 멤버십 활동을 하며 지원을 받았다고 한다. 권 CVO는 본인이 받았던 도움을 다시 후배 청년 창업가들에게 보답하겠다는 철학을 담아 창업재단 오렌지플래닛의 전신인 오렌지팜을 직접 고안하기도 했다.
권혁빈 CVO의 사회 공헌 철학은 단순히 재정적인 지원으로 그치는 것이 아니라 가치를 전달하는 것이다. 권 CVO의 이러한 철학에 따라 스마일게이트는 ‘미래 세대를 위한 더 나은 세상(A Better World for the Next Generation)’을 만드는 것을 목표로, 창의·창작·창업 세 가지 핵심 가치에 중점을 두고 체계적이고 지속적으로 지원 활동을 전개한다. 특히, 퓨처랩, 오렌지플래닛, 스마일게이트 인베스트먼트와 같은 스마일게이트 그룹 내의 재단 및 계열사들과 연계해서 창의 교육 환경 조성, 창작 생태계 기반 확장, 창업 지원 등의 활동들을 유기적으로 연결해 신시장을 개척하고 일자리를 창출하는 등 사회적임팩트를 만들어내고 있다.
관련기사 # #